# 買睿明
買睿明（英語：Ismail Mae），中華民國外交官，曾任駐約旦臺北經濟文化辦事處大使銜代表。

## 職業生涯
曾任駐吉達辦事處秘書、駐印尼代表處參事等職，2018年調任駐約旦代表。
買睿明爲穆斯林，在任駐約旦代表期間，參觀耶路撒冷阿克薩清真寺時在門口遭到以色列士兵盤問，在其按照要求背誦《古蘭經》章節並回答一些關於《古蘭經》的問題後，方被允許入寺。